# 자녀 보호

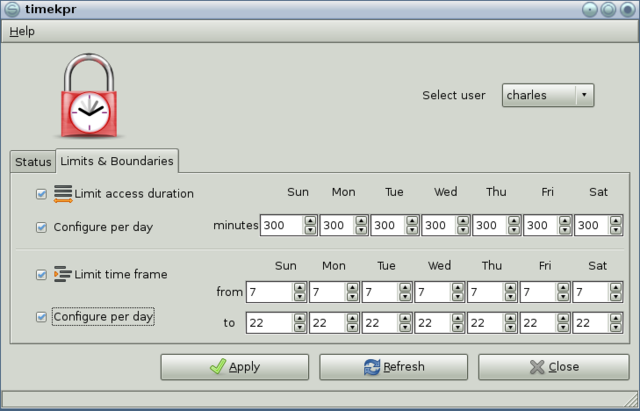
자녀 보호 기능

자녀 보호 또는 부모 통제는 인터넷에 접근하는 데 쓰이는 디지털 텔레비전 서비스, 비디오 게임, 컴퓨터 소프트웨어에 포함된 선택 사항으로, 어린이가 시청하는 내용을 감시하거나 제한하고 이러한 활동에 대한 시간을 제한할 수 있는 기능을 부모에게 제공한다. V칩 기술을 사용한 텔레비전 기지국의 신호 차단, 컴퓨터 게임의 잔인한 부분 제거, 포르노나 욕설이 포함된 다양한 웹사이트 차단도 이러한 자녀 보호 기능에 해당한다.

## 자녀 보호 기능을 사용해 온 비디오 게임 시스템
- 엑스박스
- 플레이스테이션 포터블
- 엑스박스 360
- 위
- 닌텐도 DSi
- 플레이스테이션 2
- 플레이스테이션 3

## 자녀 보호 기능을 적용한 운영 체제
- macOS(10.3~)
- 윈도우 비스타
- 윈도우 7
- 맨드리바 리눅스(Mandriva Linux): drakguard를 통해 자녀 보호 기능을 사용

## 같이 보기
- V칩
- 인터넷 검열
- 오락 소프트웨어 등급 위원회
- 대한민국의 게임 심의